# Venetico
Venetico ist eine Stadt der Metropolitanstadt Messina in der Region Sizilien in Italien mit 3965 Einwohnern (Stand 31. Dezember 2023).

## Lage und Daten
Venetico liegt 27 km westlich von Messina. Die Einwohner arbeiten hauptsächlich in der Landwirtschaft und in der Ziegelindustrie. 
Die Nachbargemeinden sind Roccavaldina, Spadafora und Valdina.

## Geschichte
Der Ort teilt sich in zwei Teile, Venetico Marina und Venetico Superiore. Beide wurden im Spätmittelalter gegründet. In der Zeit von 1929 bis 1940 gehörte der Ort zu Spadafora, danach war er wieder selbstständig.

## Sehenswürdigkeiten
Das Schloss stammt aus dem 15. Jahrhundert. Die Pfarrkirche hat eine interessante Innenausstattung.